# Jean Fernet
Pour les articles homonymes, voir Fernet.
Jean Léon Marie Fernet, né à Paris le 12 août 1881 et mort à Paris le 18 août 1953, est un vice-amiral et homme politique français.

## Biographie
Il est le fils de Charles Alexis Fernet, médecin et professeur agrégé a la faculté de médecine de Paris, et d'Amélie Eugénie Desmarest (nièce d'Ernest Desmarest). Son frère cadet, André Fernet, pilote de chasse, fut tué au cours d'un combat aérien lors de la Première Guerre mondiale.
Il se marie à Simone Eugénie Valérie Renouard, fille de Philippe Renouard.
Jean Fernet entre dans la marine en 1899. En 1915, il se distingue comme officier de tir dans les Dardanelles, il exerce différentes fonctions pendant l'entre-deux-guerres, jusqu'au grade de vice-amiral juste avant le déclenchement de la Seconde Guerre mondiale. Proche de l'amiral Darlan et du général Weygand, il va faire partie de ces nombreux officiers généraux de marine qui vont occuper des postes à responsabilités dans le régime de Vichy. Elevé au rang et appellation de vice-amiral d'escadre en juillet 1940, le maréchal Pétain le nomme à la tête du secrétariat général de la présidence du Conseil et Darlan le fait nommer secrétaire général du   Conseil national en février 1941.
Proche de l'Action française et anti-parlementariste, l'amiral Fernet est plutôt anti-allemand. Il restera fidèle à Pétain qu'il accompagnera à Sigmaringen à l'été 1944.

## Carrière militaire
Avant la Première Guerre mondiale
- Aspirant en 1902
- Enseigne de vaisseau en 1904 et embarque sur la canonnière Styx en Extrême-Orient.
- Second du contre-torpilleur Fronde en Extrême-Orient en 1904-1905 puis second du contre-torpilleur Fauconneau à Brest
- Officier breveté Canonnier en 1907.
- Officier sur le croiseur Cassard, opérations sur les côtes marocaines en 1908
- Officier sur le croiseur-cuirassé Jules Ferry en 1911
- Aide de camp du contre-amiral Louis Pivet, commandant une division de l'escadre de Méditerranée
- Officier sur le cuirassé Mirabeau en 1912
- Lieutenant de vaisseau en mars 1912
- Instructeur sur le croiseur cuirassé école Jeanne-d'Arc en 1913 et 1914

Première Guerre mondiale
- Chef du service de l'artillerie, en 1914, participe à l'attaque des Dardanelles en 1915
- Officier à l'État-Major général à Paris en 1916
- Officier de liaison auprès de l'amiral anglais commandant en Méditerranée orientale en 1917
- Commandant de la canonnière Vaillante, en Bretagne en 1918

Entre-Deux-Guerres
- Capitaine de corvette le 31 décembre 1919
- Attaché naval aux Pays-Bas
- Commandant la Flottille du Rhin. 1er janvier 1921
- Capitaine de frégate le 20 février 1923
- Chef de cabinet de l’amiral Grasset, chef d’État-major général, 1924
- Commandant du Touareg t la 5e escadrille de torpilleurs en Méditerranée. Il participa aux opérations au Maroc (Guerre du Rif) et est cité pour l'attaque des plages de Sidi-Driss le 7 septembre 1925.
- Chef du 2e Bureau de l'État-major général en 1927
- Capitaine de vaisseau le 25 août 1928. Commandant du Waldeck-Rousseau en Extrême-Orient
- Chef du 2e Bureau de l'État-major général, 1930
- Auditeur au Centre des hautes études navales en 1930
- Directeur des études à l'École de guerre et professeur de tactique générale en 1933
- Contre-amiral en 1935, il est promu major général à Cherbourg
- Commandant la Division navale du Levant en 1936
- Secrétaire adjoint du Conseil supérieur de la Défense nationale en 1938
- Vice-amiral en juillet 1939.

Seconde Guerre mondiale
- Vice-amiral d'escadre en juillet 1940
- Il quitte le service en août 1941

### Carrière politique
- Secrétaire général à la présidence du Conseil du 19 juillet 1940 au 17 février 1941 dans les gouvernements Laval, Flandin et Darlan.
- Secrétaire général du Conseil national en février 1941,
- Conseiller du maréchal Pétain[3].

## Distinctions
- Commandeur de la Légion d'honneur en 1936
- Ordre de la Francisque[4]

## Publications
- Aux côtés du maréchal Pétain : souvenirs (1940-1944), 1953